# ボードゥアン5世 (エノー伯)

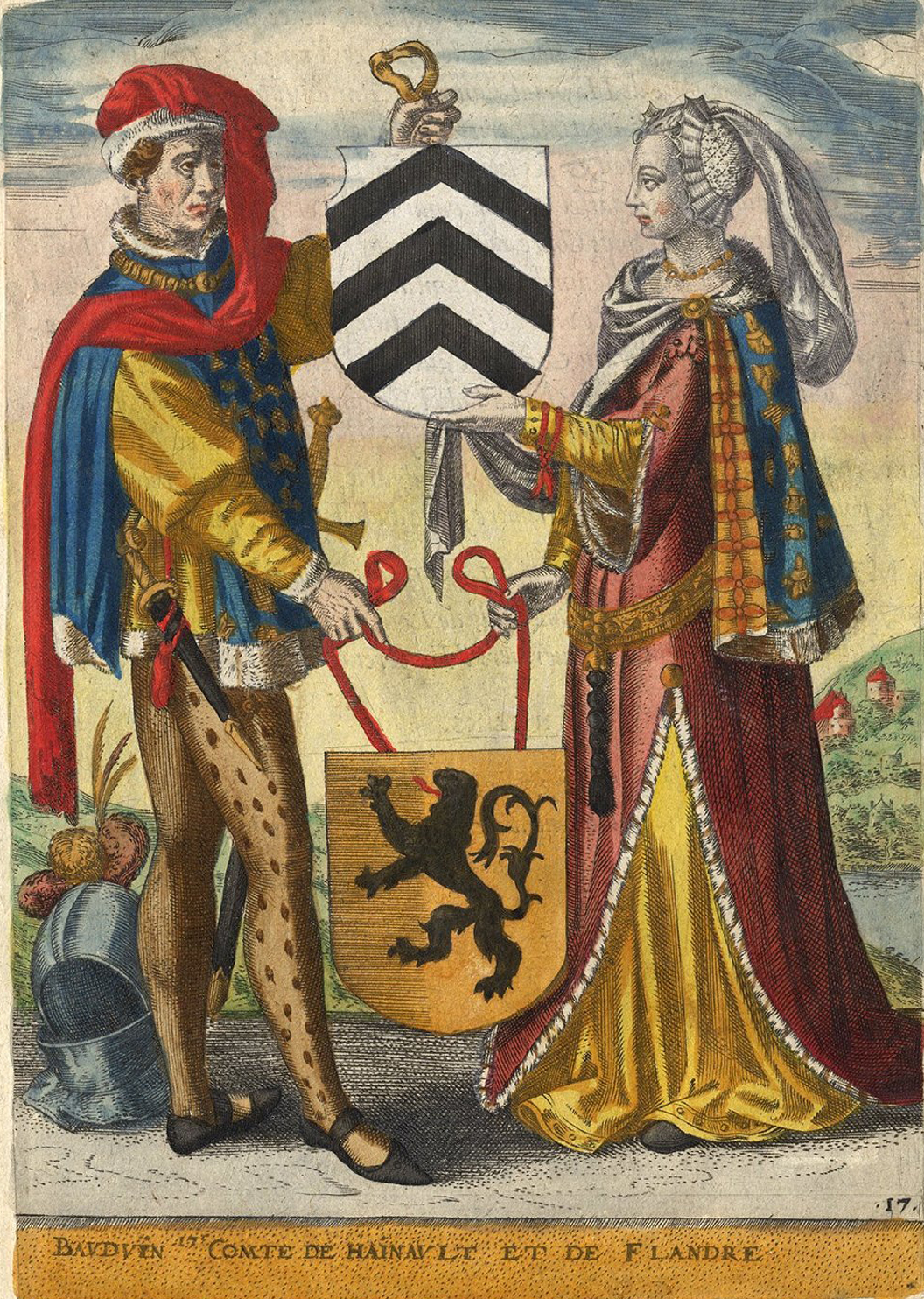
ボードゥアン5世とマルグリット1世

ボードゥアン5世 （Baudouin V de Hainaut、1150年頃 - 1195年12月17日）は、エノー伯。ボーモン領主。『勇敢なるボードゥアン』（Baudouin le Courageux）と呼ばれた。フランドル伯としてはボードゥアン8世、ナミュール侯としてはボードゥアン1世。

## 生涯
エノー伯ボードゥアン4世と、アリス・ド・ナミュールの末子として生まれた。1169年にフランドル伯ティエリー・ダルザスの娘、マルグリットと結婚。この結婚によってドゥエーについて起きた紛争が解決した。マルグリットの持参金の一部と交換に、ドゥエーはフランドルに帰した。
ボードゥアンはエノー伯領の男爵たちとのいさかいを終わらせるために非常に努力した。彼は1177年に締結された条約（ボードゥアンをフランドル伯の推定相続人に指定）によって、義理の兄フィリップ・ダルザスに接近した。フィリップ・ダルザスは、ボードゥアンに彼の娘イザベルを、豊かなアルトワを持参金に持たせ、フランス王フィリップ2世（尊厳王）と結婚させるよう勧めた（1180年）。
その直後、フランス王とフランドル伯の間に紛争が起こり、ボードゥアンは理不尽な状況に置かれた。フランドル伯との同盟関係のため、彼は王の同盟者であるブラバント公アンリ1世との戦いを強いられたのである。その後、彼は権利放棄して娘イザベルの利益を保護しなければならなかった。
ボードゥアンは、伯父で子供のないリュクサンブール（ルクセンブルク）伯ハインリヒ4世からナミュール伯領の後継者に指名されていた。この後継指名は1184年にマインツで神聖ローマ皇帝フリードリヒ1世も承認した。1187年にナミュール伯領は侯領となった。ところが1186年、ハインリヒ4世に女児が誕生した。ハインリヒ4世は先の合意を反故にして娘エルメジンデにナミュール侯領を継承させようとした。1194年の戦いでハインリヒ4世は敗北し、彼が存命中はナミュールを維持するものの、死後はボードゥアンが継承することが取り決められた。
1191年、フィリップ・ダルザスが死んだため、妹であるマルグリットが伯領を継承、ボードゥアンは妻の共同統治者としてフランドル伯ボードゥアン8世となった。継承は細心の注意が必要だった。なぜならば、フィリップ・ダルザスの未亡人であるマティルド・ド・ポルテュガルは相当な持参金を持って結婚しており、当時フィリップ尊厳王は東方に遠征して不在であった。マティルドは最終的に自分の訴えを取り下げ、フィリップ尊厳王は新しいフランドル伯の忠誠の誓いを受け入れた。
1194年に妻マルグリットが死ぬと、フランドル伯位は長男のボードゥアン9世が継承した。ナミュール侯領は次男のフィリップが継承した。

## 子女
- イザベル（1170年 - 1190年） - フランス王フィリップ2世妃
- ボードゥアン（1171年 - 1205年） - フランドル伯、エノー伯、初代ラテン皇帝ボードゥアン1世
- ヨランド（1175年 - 1219年） - 第3代ラテン皇帝ピエール2世・ド・クルトネーの妃、第4代ラテン皇帝（摂政）。第5代ラテン皇帝ロベール1世、第7代ラテン皇帝ボードゥアン2世の母
- フィリップ1世（1175年 - 1212年） - ナミュール侯
- アンリ（1176年 - 1216年） - 第2代ラテン皇帝アンリ1世
- シビーユ（1179年 - 1217年） - ボジュー領主ギシャール4世の妻
- ウスタシュ（1219年没） - テッサロニキ王国摂政
- ゴドフロワ